# Experimentul lui Griffith

Descoperirea „principiului transformării” la pneumococcus, cu ajutorul experimentului lui Griffith.

Experimentul lui Griffith, efectuat în 1928 de către Frederick Griffith, a fost unul dintre primele experimente care au sugerat că bacteriile sunt capabile să transfere informație genetică printr-un proces cunoscut sub numele de transformare.
Griffith a utilizat două tulpini de Pneumococcus (care infectează șorecii), III-S, (netedă) și II-R. Bacteriile tulpinei III-S se acoperă cu o capsulă de polizaharide care le protejează de celulele sistemul imunitar al gazdei, având ca rezultat moartea acesteia prin septicemie, pe când bacteriile tulpinei II-R nu au capsula protectoare și sunt distruse de sistemul imunitar.
În acest experiment, bacteriile din tulpina III-S au fost omorâte de căldură, iar rămășițele lor au fost adăugate la o cultură de bacterii din tulpina II-R. Niciunele din cele două tulpini singure (bacteriile din tulpina III-S moarte și bacteriile din tulpina II-R vii) nu a reușit să ucidă vreun șoarece, dar combinația lor a dus la moartea gazdei. Griffith a reușit să izoleze din sângele șoarecilor morți atât bacterii vii atât de tipul II-R cât și III-S vii. Griffith a concluzionat că tulpina II-R a fost transformată în tulpina III-S mortală printr-un principiu transformant care a implicat, cumva, bacteriile moarte din tulpina III-S.
Astăzi se știe că principiul transformant pe care l-a observat Griffith a fost de fapt ADN-ul bacteriilor din tulpina III-S. Deși bacteriile fuseseră omorâte, ADN-ul a supraviețuit procesului de încălzire și a fost preluat de unele bacterii din tulpina II-R. ADN-ul tulpinii III-S conține genele care duc la formarea capsulei protective de polizaharide. Echipate cu această genă, unele bacterii din fosta tulpină II-R au devenit protejate de sistemul imunitar al gazdei, ceea ce a dus la septicemie și moartea acesteia. Natura exactă a principiului transformării (și anume ADN-ul) a fost verificată în experimentele Avery-McLeod-McCarty și Hershey-Chase.